# San Nicolás de los Garza
San Nicolás de los Garza is een stad in de staat Nuevo León in het noordoosten van Mexico. Het is een van de steden die samen de agglomeratie van Monterrey vormen en heeft ruim 500.000 inwoners.
Volgens Mexico's eigen ontwikkelingsindices is San Nicolás de los Garza een van de gemeenten met de hoogste levensstandaard en behoren de mensen er tot de gelukkigste van het land. Het is tevens de dichtstbevolkte gemeente van Nuevo León.
Zoals ook in andere steden van de agglomeratie Monterrey hebben belangrijke industrieën er afdelingen, zoals Cemex, het grote Mexicaanse cement- en betonbedrijf. De hoofdvestiging van een van de bekendste universiteiten van Latijns-Amerika, het UANL (Universidad Autónoma de Nuevo León), bevindt zich hier ook. Aan deze universiteit is de voetbalclub Tigres UANL verbonden, die in de Mexicaanse Primera División speelt en wiens grote rivaal de Club de Futbol Monterrey is.

## Geografie
San Nicolás de los Garza ligt op 25° 46′ noorderbreedte en 100° 17′ westerlengte. In het noorden grenst het aan Escobedo en Apodaca, in het zuiden aan Monterrey en Guadalupe, in het oosten aan Apodaca en Guadalupe en in het westen aan Monterrey.
De stad ligt in het bergachtige gebied rondom Monterrey, zelf op een hoogte van 512 meter boven de zeespiegel, maar aan de westkant van de gemeente bevindt zich de Topo Chico met een top van ongeveer 1000 meter.
Het klimaat van San Nicolás de los Garza laat zich omschrijven als droog, warm en steppeachtig. Aan het eind van de zomer in september is er een kortdurend regenseizoen. Dan vormen zich kleine bergstromen langs de hellingen die de stad omgeven.
Ook de natuurlijke begroeiing is steppeachtig met cactussen zoals de Opuntia. De fauna is er tegenwoordig bijna verdwenen, maar enige tijd geleden leefden er dassen, hazen en soorten knaagdieren en vogels.

## Geschiedenis
San Nicolás de los Garza werd gesticht op 5 februari 1597 niet lang na de stichting van Monterrey. Diego de Montemayor, de leider van een expeditie naar het gebied en de stichter van Monterrey, gaf het land aan enkele van zijn volgelingen en hun families. Een van hen, Don Diego Díaz de Berlanga, geldt als de stichter van de stad. In 1830 kreeg San Nicolás de los Garza de status van Villa en kreeg het zijn huidige naam van de patroonheilige van het dorp.
Gedurende eeuwen bleef San Nicolás de los Garza een dorp, waarvan de inwoners leefden van de landbouw en later met name het kweken van fruitbomen. Pas in de tweede helft van de 20e eeuw groeide het dorp enorm. In 1940 had het nog 4000 inwoners, in 1960 al 40.000 en in het jaar 2001 ging het de grens van 500.000 inwoners voorbij. Tegenwoordig werken de mensen er in industrieën zoals de productie van staal, auto's, levensmiddelen en cement. Het wordt gerekend tot de belangrijkste industriesteden van Mexico.